# یوآخیم شپکه
یوآخیم شپکه (به آلمانی: Joachim Schepke) (۸ مارس ۱۹۱۲ – ۱۷ مارس ۱۹۴۱) نظامی آلمانی بود که در جریان جنگ جهانی دوم در ناوگان او-بوت‌های کریگس‌مارینه خدمت نمود. شپکه در طول خدمت ۳۵ کشتی دشمن با مجموع تناژ ۱۴۵٬۸۴۲ تن را غرق کرد.

## خدمت
یوآخیم شپکه روز ۸ مارس سال ۱۹۱۲ در فلنسبورگ زاده شد. سال ۱۹۳۰ وارد رایشس‌مارینه شد. با آغاز جنگ جهانی دوم، نخستین ماموریت‌های او در سال ۱۹۳۹ در فرماندهی او-۳ عملیات‌های مین‌ریزی در سواحل انگلستان بود. ماه ژانویه سال ۱۹۴۰ فرماندهی او-۱۹ را بر عهده گرفت اما موفقیت‌های کوچکی در گشت‌زنی‌ها کانال مانش و دریای شمال حاصل کرد. روز ۳۰ مه سال ۱۹۴۰ به فرماندهی او-۱۰۰ از از گونه ۷ب منتقل شد. ماه‌های بعد حملات متعددی به چندین کاروان دریایی متفقین صورت داد و خسارات سنگینی به کشتیرانی آن‌ها متحمل ساخت.
او-۱۰۰ روز ۱۷ مارس سال ۱۹۴۱ در جریان حمله به کاروان اچ‌ایکس-۱۱۲ آسیب دید. او-بوت پس از یک تعقیب‌وگریز طولانی وادار به آمدن به سطح شد و ناوشکن بریتانیایی وانوک خود را به آن کوبید. شپکه در این هنگام در برجک او-بوت بود و در برخورد با سینه ناوشکن در دم جان باخت. تنها ۵ تن از خدمه او توسط بریتانیایی‌ها نجات داده‌شدند.
ناوسروان یوآخیم شپکه در طول خدمت ۳۵ کشتی دشمن با مجموع تناژ ۱۴۵٬۸۴۲ تن را غرق کرد.